# 李元智
李元智（1904年—1972年1月24日），河北省滄州人，民國武術家，精通迷蹤拳、六合拳、八極拳等。中央國術館草創期教員之一，長期任教於南京中央國術館、國立國術體育師範專科學校（今河北師範大學體育學院前身），來台後亦於軍中及民間進行國術教學。

## 生平簡歷
李元智出生於河北省滄州一處農家中，自幼便勤勞吃苦，身體健壯。十歲便開始跟隨迷蹤門（別稱燕青拳）的陳玉山、醉拳的傅萬祥學習武術。十五歲投入時任直隸督軍的曹錕武術營中，三年後李元智升任為熱河鹽務局稽查隊長，專職查緝私鹽。他在一次外出時營區遭土匪縱火，究責時三人中兩人被槍決，李則幸得一位素未謀面的老人說情而獲釋。
1927年，張之江在南京籌辦中央國術館（簡稱央館），公開招收武術教授班（即師資班）學員，李元智赴南京應試、入選。在為期兩年的教授班後，李元智順利畢業並留在央館任教，為當時教員中最年輕的一位。隔年，二十六歲的李元智迎娶佟忠義之女佟佳宜。婚後的李元智先後在陸軍大學和中央司令部擔任教官，並在1933年出任央館教務處副處長、同時擔任國立國術體育師範專科學校（簡稱國體）的教師職，兩所機構的館長皆為張之江。
在央館及國體任教期間，李元智曾向佟忠義學習六合拳、馬英圖學習八極拳，並編寫《梅花刀圖說》、《青萍劍圖解》、劈剌、拳擊、游泳等一系列講義。
1943年，中日戰爭期間，三十九歲的李元智改在四川任教，抗戰結束後他回到天津繼續擔任央館及國體教職。1948年受國共內戰影響，李前往漢口軍官學校任教官，隨著戰事輾轉遷至廣東、海南島。1950年3月，隨軍來臺的李元智在革命實踐研究院任教、並在隔年前往中華民國陸軍軍官學校繼續擔任教官，持續擔任武術教官，直至1959年才限齡退役轉為文職。此後李元智前往臺北，於民間團體及中學教授武術。
1969年，李元智中風復發，病情嚴重使他不得不回鳳山養病，三年後於家中過世，享年六十九歲。

## 逸聞
- 由於李元智前面已有兩位早夭的兄長，在他出生後母親將她過給和尚，並以紅布纏著褲帶將其套在李元智脖子上，每過一歲套一圈，直至十五歲為止[1]。

## 註解
1. ↑  抗戰勝利後央館遷回南京，此處貌似是李維平女士筆誤

## 資料來源
1. 1 2 3 4 5 6 7 8 9 10  李維平. . 台北市: 教育部體育司. 1980: 175.